# Baudouin de Luxembourg
Baudouin de Luxembourg ou Baudouin de Trèves (né vers 1285 à Luxembourg ; mort le 21 janvier 1354 à Trèves) de la maison de Luxembourg, fut archevêque et prince-électeur de Trèves de 1307 à 1354, administrateur du diocèse de Mayence de 1328 à 1336 et, avec quelques interruptions, administrateur des diocèses de Worms et de Spire de 1331 à 1337. Baudouin fut l'un des princes d'Empire les plus influents de son époque et l'un des plus grands princes-électeurs de Trèves. Entre 1324 et 1326, il a pris part à la guerre des quatre seigneurs contre la ville de Metz.

## Biographie
Pour ce benjamin du comte Henri VI de Luxembourg (ou Zählart III selon certaines sources), la voie ecclésiastique était toute tracée. Baudouin étudia la théologie et le droit canon à Paris, car les princes de Luxembourg entretenaient d'excellentes relations avec la cour des Capétiens. En 1307, à l'âge 22 ans, le chapitre de Trèves l'élut archevêque et en 1308 le pape Clément V le consacra évêque à Poitiers. Au cours de cette même année, il est fait archichancelier de l'Empire au royaume d'Arles (Sacri Imperii per regnum Arelatense archicancellarius).
Baudouin devait s'avérer l'un des plus fins politiques du Saint-Empire du début du XIVe siècle. Par une diplomatie serrée, il assura en 1308, avec l’appui de l’archevêque de Mayence Pierre d'Aspelt, l'élection de son frère Henri au trône de Roi des Romains. Puis de 1310 à 1313, il accompagna le nouveau souverain en Italie : Henri était le premier roi allemand depuis presque un siècle à aller s'y faire couronner empereur. Parvenu dans la péninsule, Henri entendait mener une politique de renouveau de l'Empire, mais il succomba au paludisme le 24 août 1313 dans les environs de Sienne. Les événements de cette expédition à Rome fournirent la matière de la superbe chronique enluminée Codex Balduini Trevirensis.
Aux élections de 1314, Baudouin appuya la candidature de Louis le Bavarois. Par la suite il prit ses distances avec ce souverain et aux élections de 1346 prit parti pour son petit-neveu Charles, bien qu'entre eux la rupture fût consommée. Jusqu'à sa mort, Baudoin fut le plus important allié de Charles dans l'ouest de l'Empire. La diète de Rhens marqua une étape importante dans ce rapprochement, car les prérogatives électorales des Grands de l'Empire en sortirent renforcées et l'importance de la reconnaissance papale y fut réaffirmée. Ce point de droit est d'ailleurs essentiellement à mettre à l'actif de l'habileté diplomatique de Baudouin, qui façonna de façon décisive les contours de la politique européenne dans la première moitié du XIVe siècle.

### Politique territoriale
Baudouin est généralement considéré comme le véritable fondateur de l'Électorat de Trèves. En effet, parvenu à la suite de diverses élections à la tête de multiples fiefs centrés sur Trèves et Coblence le long de la Moselle, il opéra des échanges territoriaux pour que cet électorat soit plus facile à défendre. Il y parvint aussi grâce à une politique financière heureuse, reposant sur l'accueil de familles juives, ces « banquiers du Moyen Âge », dans son archevêché.
Baudouin se consacra aussi beaucoup à la prospérité de la ville de Trèves et de ses environs. Non seulement il ordonna la construction d'un pont à Coblence, l'actuel « Pont de Baudouin », mais c'est sans doute aussi lui qui ordonna la réparation du pont romain de Trèves.
Il ordonna la construction d'une ceinture de châteaux-forts pour défendre l'électorat et repousser d'éventuels agresseurs : citons notamment les châteaux-forts de Trutzeltz (de), de Baldenau (de), de Balduinseck (de) ; le lieu-dit Balduinstein marque aussi l'emplacement d'un de ces châteaux.

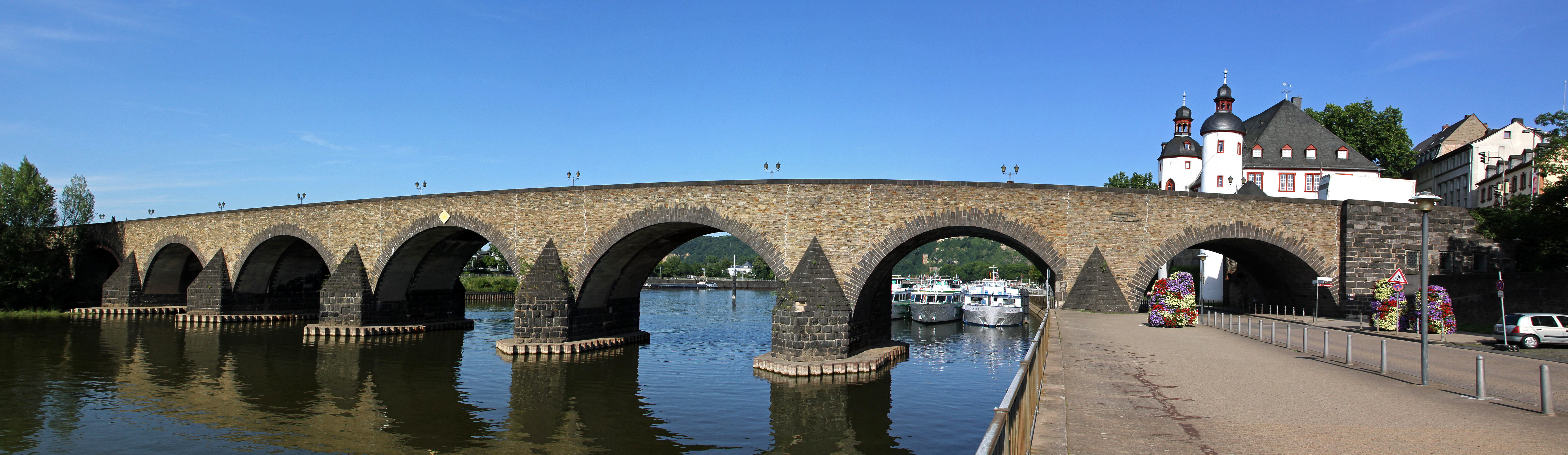
Le Pont de Baudouin à Coblence.

Dès 1309, son frère lui avait remis en gage les villes d'empire de Boppard et d’Oberwesel, avec les terres attenantes. Les dettes ne furent jamais remboursées, si bien que l'électorat de Trèves s’étendit considérablement vers le Rhin. Cela dit, Baudouin eut à réprimer le soulèvement des bourgeois de Boppard en 1327.
Du reste, Baudouin ne reculait pas devant le recours à la violence et au cours de la faide d’Eltz, il fit par exemple assiéger le château d'Eltz surplombant la basse vallée de la Moselle. Cela déchaîna le soulèvement de la petite noblesse locale qui risquait de subir des mesures d'exception. Vers 1328, Baudouin fut capturé par la garde de Loretta von Sponheim (de) et détenu au donjon de Starkenburg (Mosel). Ce n'est qu'après le paiement d'une rançon et diverses concessions à sa famille (notamment le renoncement au fief de Kröv) qu'il recouvra la liberté. Baudouin préféra toujours se concilier ses adversaires par des accords mutuels ou des services particuliers que de les combattre, car ces vendettas qu'étaient les faides s'avéraient coûteuses à tous points de vue.
En 1328, Baudouin s'empara du château de Schmidtburg (de). Jusqu'en 1342, les différentes branches de la lignée des Wildgrafen tentèrent sans succès de le lui reprendre. Le point culminant de cette confrontation fut la « faide de Dhaun » (1337–1342), à laquelle toute la chevalerie du Hunsrück-Nahe prit part. L'enjeu était le château de Dhaun (de).
Baudouin subit une grave défaite lors de la faide de Grenzau (de) (6-20 avril 1347).

### Réformes
L'archevêché de Trèves prospéra tout autant sur le plan politique que culturel : tout au long des années 1320, Baudoin fit recenser et consigner par écrit tous les titres et privilèges du diocèse. On dispose encore aujourd’hui de quatre manuscrits, conservés aux archives régionales de Coblence, de ce recueil d'actes, qu'on appelle en Allemagne les Balduineen, et qui résumaient le contenu d'autres manuscrits. L'archevêque transportait toujours dans ses voyages un de ces manuscrits, exécuté en petit format pour le rendre portatif. Le Liber annalium jurium, dont les premiers passages remontent à Albéron de Montreuil, et qui fut achevé sous le règne de l’évêque Jean Ier, peut être considéré comme un précurseur de ces Balduineen. Toujours est-il que les Balduineen ont subsisté et qu'elles reflètent la législation de l'archevêché au cours du premier tiers du XIVe siècle.
Parmi les nombreuses réformes administratives entreprises par Baudoin, il y a la création des bailliages et prévôtés et le décret d'un jour de foire.
Il recrutait ses secrétaires et avoués en Thuringe, région qui dépendait alors administrativement de l'électorat de Mayence. Ce cercle de lettrés de Thuringe, mené par le futur doyen du chapitre Rudolf Losse d’Eisenach, forgea une langue administrative très précise. Ces hommes étaient aussi des diplomates très actifs sur la scène diplomatique européenne, qui favorisèrent grandement la politique du prélat de la maison de Luxembourg.

### Administrateur de Mayence
À la mort de l'archevêque Pierre d'Aspelt, le chapitre de Mayence élut en 1320 Baudouin de Luxembourg comme nouvel archevêque. Ce dernier alla jusqu'à soumettre sa charge d'Administrateur apostolique à l'approbation du souverain pontife. Mais le pape Jean XXII ne reconnut jamais son élection : Jean s'en tenait à la règle suivie en 1300 par Boniface VIII pour l'attribution de la chaire épiscopale de Mayence et nomma à sa place Matthias de Bucheck (de) archevêque le 4 septembre 1321. Ce choix s'expliquait par le fait que Baudouin avait pris parti pour Louis de Bavière, que le pape combattait pour des conflits de pouvoir. Baudouin de Luxembourg reconnut immédiatement Matthias comme le véritable archevêque de Mayence; attitude qui s'avéra clairvoyante et habile, car il se fit un allié sûr du nouveau prélat dans la question de l'élection du nouveau roi.

### La querelle de la cure de Mayence

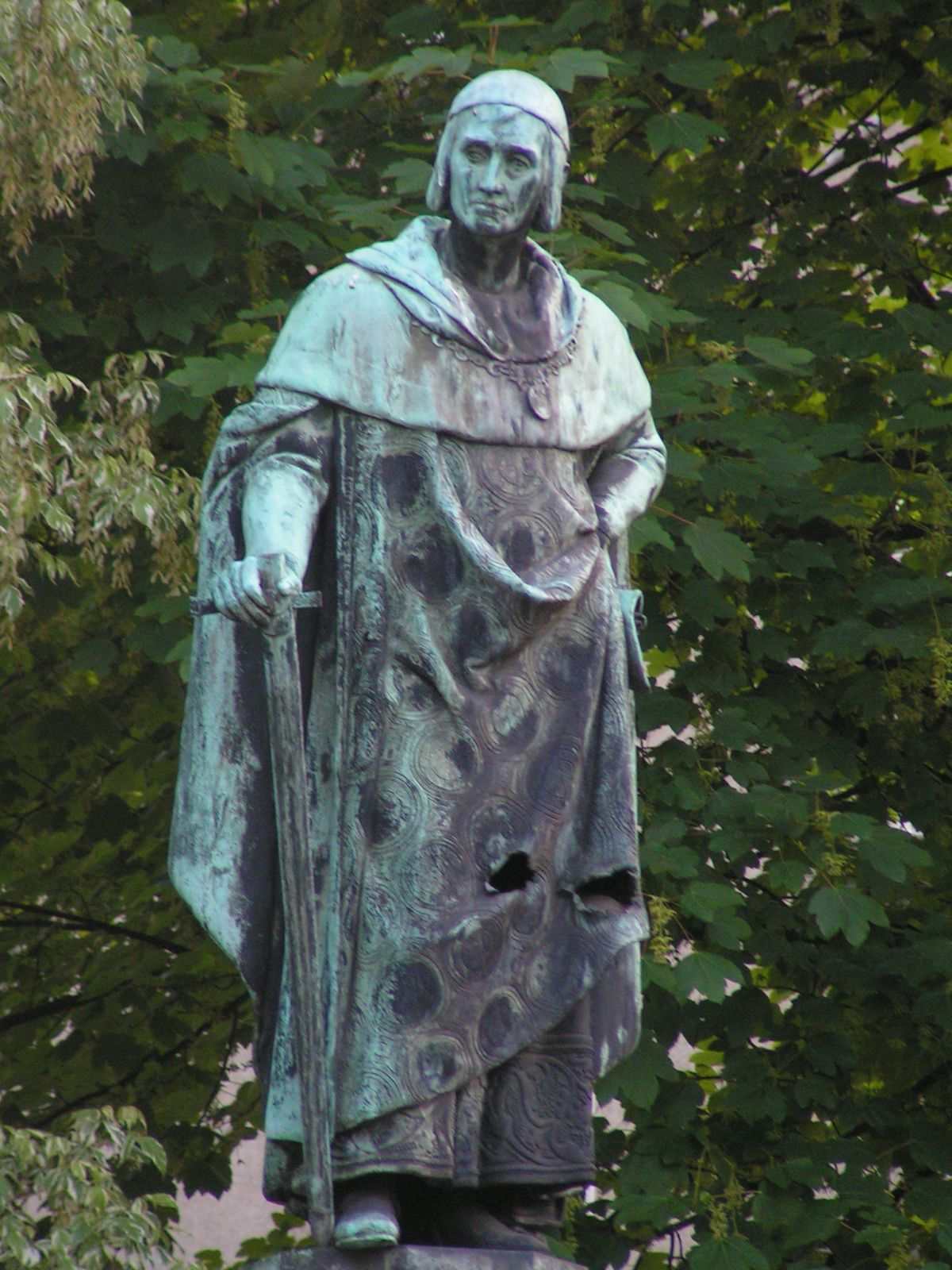
Baudouin de Luxembourg (Fontaine Baudouin, Trêves).

Lorsqu'en 1328 Matthias von Bucheck mourut, le chapitre de Mayence élut derechef Baudouin archevêque, cependant que le pape entendait nommer à sa place Henri III de Virnebourg. Cette fois Baudouin prit en main l'administration de l’archevêché de Mayence avec l'approbation entière du clergé local. Il ne renonça à sa charge qu'après un jugement rendu en 1336 par la curie en Avignon, mettant ainsi un terme à cette espèce de schisme. Le 28 octobre 1338, le chapitre de Mayence exigea de Baudouin qu'il vienne restituer la mitre et les autres insignes d'archevêque.
Comme il l'avait été à Mayence, Baudouin devint en 1331 administrateur des diocèses de Worms et de Spire, rassemblant jusqu'en 1337 sous sa seule autorité les quatre territoires des archevêchés rhénans. Mais en 1337 il ne gouvernait plus que la seule principauté de Trèves.
Baudouin rendit l'âme le 21 janvier 1354. Son monumental gisant, tout en marbre noir, se trouve dans le chœur ouest de la cathédrale de Trèves.
Le 18 mai 1897, on inaugura une fontaine ornée d'une statue en bronze du prélat en face de la gare centrale de Trèves, au carrefour de la Christophstrasse et de la Balduinstrasse. Il y a une autre statue de l'archevêque sur le pont de Baudouin à Coblence.
Un lycée de Münstermaifeld et un lycée professionnel à Wittlich lui ont été dédiés.